# Alois Mailänder

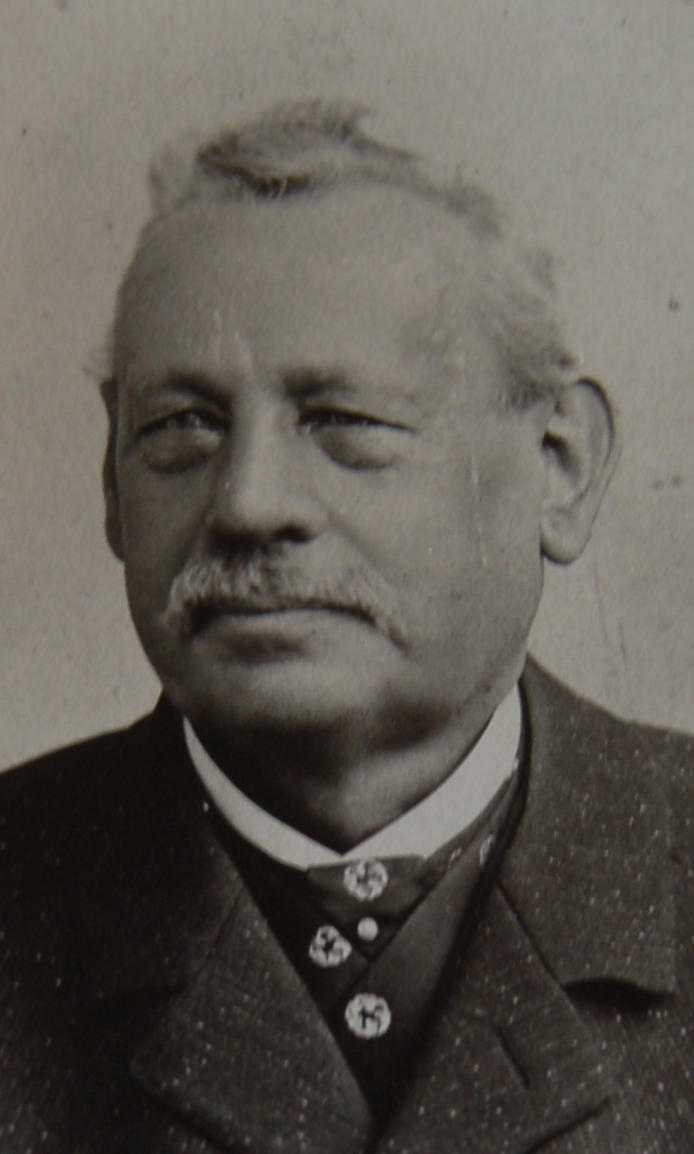
Alois Mailänder in den letzten Lebensjahren

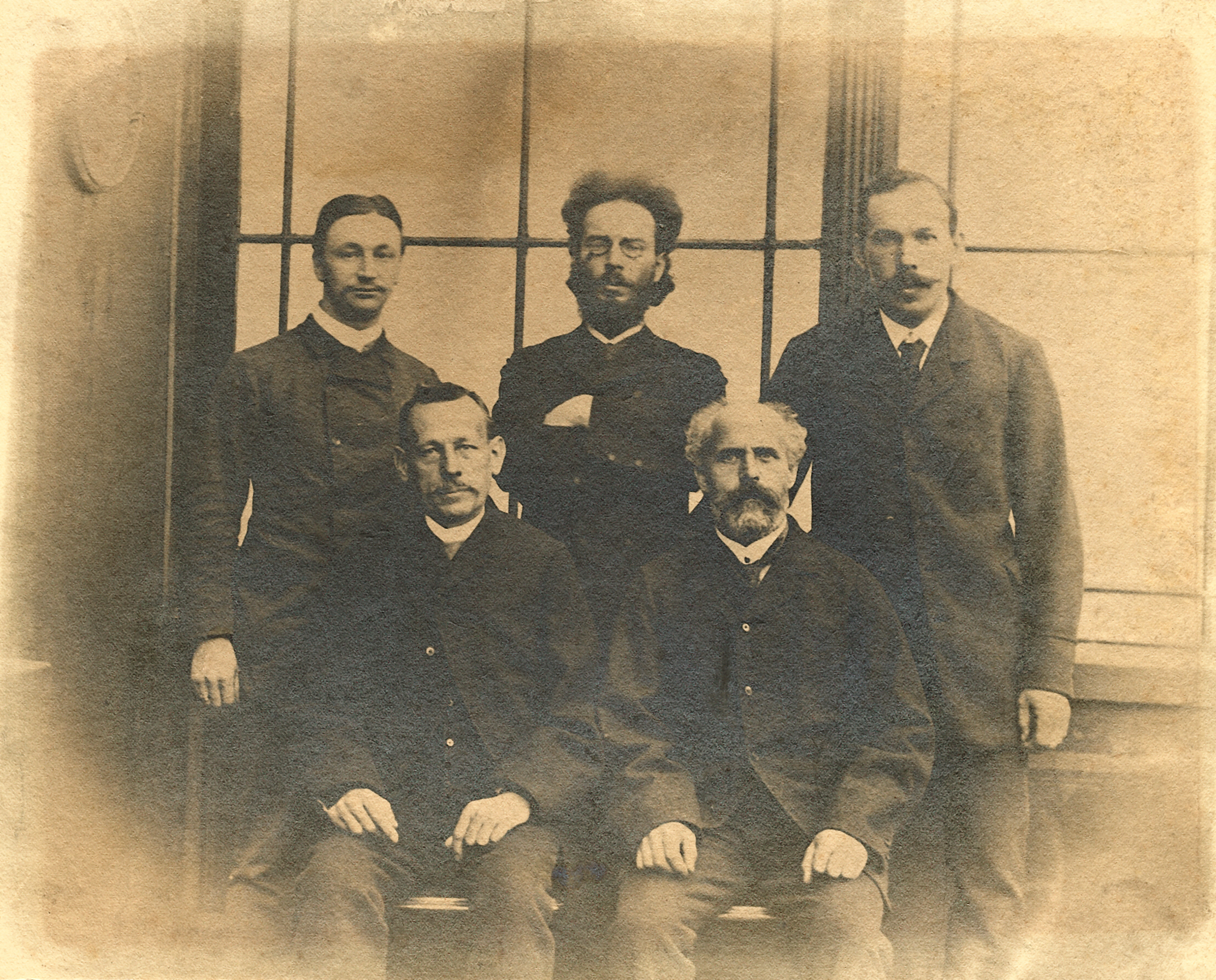
Stehend: Franz Gustav Gebhard, Friedrich Eckstein, Gregor Gabele, sitzend Alois Mailänder, Nikolaus Gabele 1895

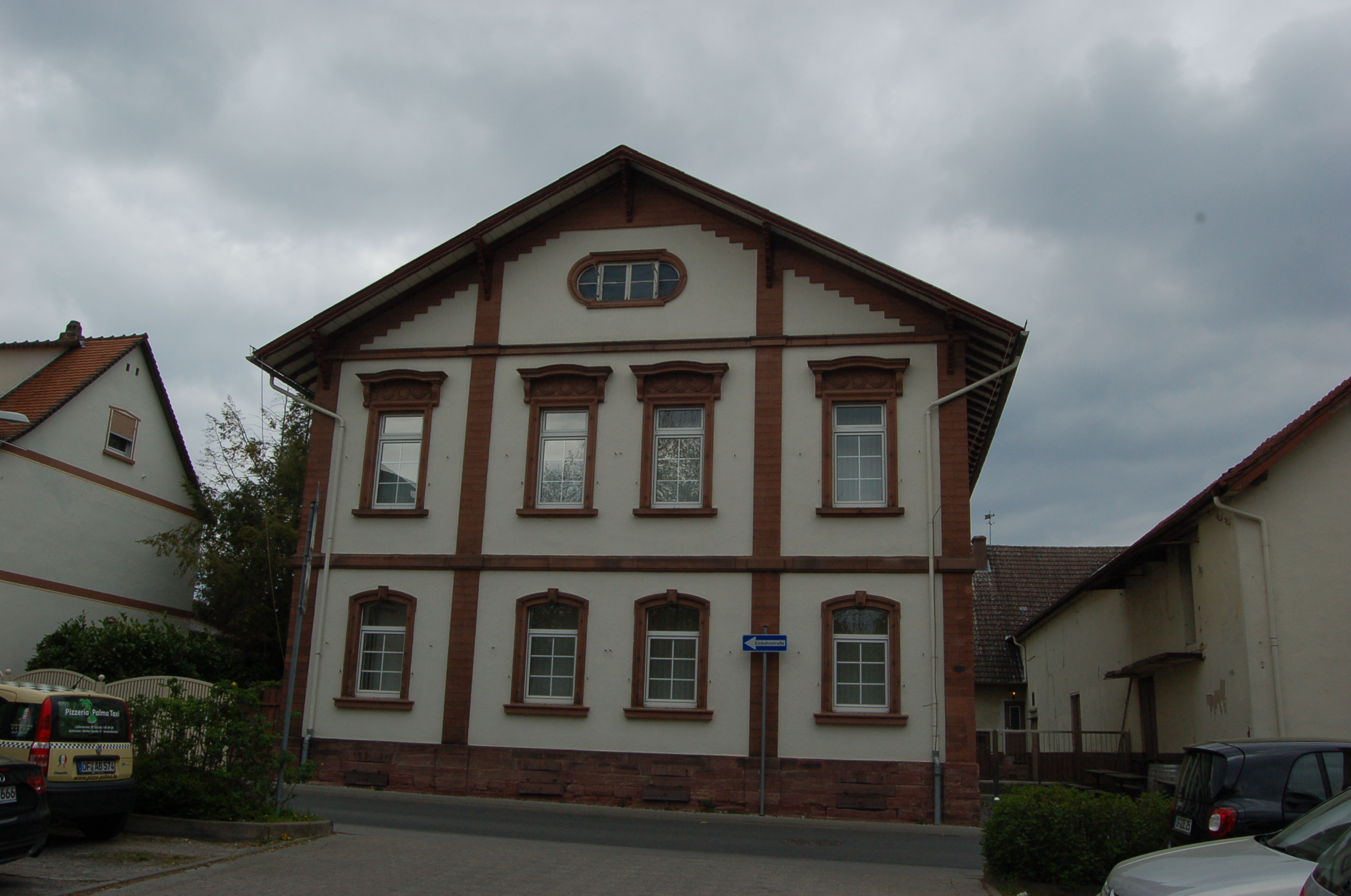
Bruderheim in Dreieichenhain

Alois Mailänder (* 25. März 1843 in Weissenau/Donaukreis; † 25. Januar 1905 in Dreieichenhain) war ein deutscher Mystiker und Okkultist.

## Leben
Alois Mailänder, ursprünglich katholisch, war der uneheliche Sohn der Anna Mailänder aus Südtirol. Er war einfacher Herkunft und von Beruf Webergeselle. In diesem Beruf arbeitete er anfangs in einer mechanischen Weberei in Kempten als Vorarbeiter.
Am Palmsonntag des Jahres 1876, im Alter von 33 Jahren, wurde er „durch ein Wort“ seines Schwagers Nikolaus Gabele „auf seinen geistigen Weg gerufen“. Es entstand um ihn herum eine religiöse Gemeinschaft, die den Namen „Bund der Verheißung“ erhielt.
Diese Gemeinschaft lebte in Kempten nach der Art einer christlichen Hausgemeinschaft, wie man sie zur Zeit der „Allgäuer Erweckungsbewegung“ in dieser Gegend finden konnte.
An Weihnachten 1884, bei einer der ersten Versammlungen der „Theosophischen Societät Germania“ im Salon der Gräfin Caroline von Spreti in München wurde man aufmerksam auf  Alois Mailänder und seine Gemeinschaft. Wilhelm Hübbe-Schleiden, der Präsident der Theosophischen Bewegung in Deutschland, begann einen Briefwechsel mit Mailänder, der sich über Jahre hin entfaltete. Hübbe-Schleiden wurde schließlich ein persönlicher Schüler von Alois Mailänder und befolgte vom Sommer 1885 an etwa zehn Jahre lang die meditativen Übungen, welche dieser ihm gab.
Nachdem es in der Frage der sogenannten „Meister“ von H.P.Blavatsky in den Jahren 1885/1886 zu einem heftigen Skandal gekommen war und viele Mitglieder die Theosophische Gesellschaft in Deutschland wieder verließen, stellte die Theosophin Marie Gebhard L’Éstrange Überlegungen an, die Bewegung unter Mitwirkung von Alois Mailänder neu zu gründen. Mailänder ließ ihr aber ausrichten, „daß die Zeit noch nicht für uns gekommen ist, öffentlich mit Erfolg zu wirken“.
Immerhin bewegte Marie Gebhard L’Éstrange Alois Mailänder, zusammen mit einigen Mitgliedern seines Hauskreises in ihre Nähe nach Elberfeld zu ziehen und vermittelte ihnen eine Arbeitsstelle in der Fabrik ihres Sohnes Franz Gebhard, des Seidenfabrikanten. Im Dezember 1886 nahm Mailänder diese Stelle an und zog mit seiner Frau, seinem  Schwager und dessen Familie nach Grotenbeck/Wuppertal. Dort lebten und arbeiteten sie vier Jahre. Mailänder jedoch fehlten die Berge seiner Heimat und er hatte Heimweh.
Da die Familie Gebhard ihre Wohnung und die Fabrik in Wuppertal-Elberfeld  aufgeben wollten, mussten sich Mailänder und sein Kreis eine neue Bleibe suchen. Zunächst wollte ihnen der österreichische Erfinder, Chemiker und Papierfabrikant Carl Kellner in Hallein bei Salzburg ein Anwesen erwerben, wo der Aufbau einer großen Papierfabrik geplant war. Mailänder fand  diese Möglichkeit attraktiv, da der Ort näher zu seinen Freunden in der Heimat lag. Mit dem Geld, das wohlhabende Schüler ihm zur Verfügung stellten erwarb Mailänders Schwager Nikolaus Gabele im September 1890 ein geeignetes Gebäude nebst kleiner Landwirtschaft in Dreieichenhain im Raum Frankfurt am Main. Dies wurde fortan der Mittelpunkt der Gemeinschaft christlich-theosophischer Ausrichtung, die sich „Bund der Verheißung“ nannte. Innerhalb der Gemeinschaft wurde Mailänder mit dem Ordensnamen „Johannes“ angeredet. Versammlungsort war das sogenannte „Bruderheim“.
Mailänder wirkte in Dreieichenhain auch philanthropisch und bestimmte in seinem Testament, dass nach Auszahlung der Legate seiner Verwandten der Rest seines Vermögens – es waren fast 10.000 Mark – zu gleichen Teilen den armen Leuten in Dreieichenhain und der zu errichtenden Kleinkinderschule als Stiftung zugutekommen solle. Als Mailänder im Jahre 1905 starb, löste sich der Kreis um Johannes auf.
Bekanntestes Mitglied dieser Gesellschaft war der Schriftsteller Gustav Meyrink. Aus der Zeit seiner Mitgliedschaft, die am 23. Oktober 1892 begann und 13 Jahre währte, sind 44 Briefe erhalten geblieben. Schließlich distanzierte Meyrink sich von der Gruppe und ihrem Leiter Johannes, einerseits, weil er deren Aktivitäten als „Spiritismus“ und „christliche Frömmelei“ zu betrachten begann, andererseits, weil er die von Bruder Johannes verordneten Übungen für die Ursache eines langwierigen Rückenmarksleidens hielt.

## Schüler
Wer sich darum bewarb, Schüler von Mailänder zu werden, musste ihm empfohlen werden und sich persönlich bei ihm vorstellen. Danach entschied Mailänder, ob er den Bewerber als Schüler aufnehmen wollte; manch einer wurde abgelehnt. Wenn man nicht zu mehrtägigen Unterrichtungen anreisen konnte – was in der Regel jährlich geschah – wurde man von Mailänder durch sehr persönlich gehaltene Lehrbriefe unterrichtet, die von Mailänder diktiert waren. Viele Lehrbriefe von Mailänder sind erhalten geblieben: annähernd 140 Briefe an den Theosophen Wilhelm Hübbe-Schleiden und weitere 44 Briefe an den Schriftsteller Gustav Meyrink.
Da Mailänder als Kind einer Tagelöhnerin nur kurze Zeit die Schule besuchen durfte und deshalb im Schreiben ungeübt war, diktierte er seine Briefe an seinen Schwager und andere Mitglieder seines Hauskreises. Nach 1892 diente ihm Frau Giulietta von Pott als Sekretärin bei seiner umfangreichen Korrespondenz. Neben mehreren kurzen schriftlichen Anweisungen von seiner Hand ist ein handschriftlicher Brief vom Frühjahr 1885 von ihm erhalten, der beweist, dass Alois Mailänder nicht, wie Franz Hartmann behauptete, ein Analphabet war. Er konnte durchaus, wenn auch mit großer Mühe, schreiben und lesen.
Außer Meyrink waren auch Karl Weinfurter, Wilhelm Hübbe Schleiden und Franz Hartmann Schüler von Alois Mailänder. Die Anwesenheit von Friedrich Eckstein mit Franz Gustav Gebhard bei Mailänder ist durch ein Foto dokumentiert (Foto). Gustav Meyrink bemerkte, dass über fünfzig bedeutende Personen des Kulturlebens Schüler von Alois Mailänder gewesen seien. Einige davon erwähnt Mailänder in seinen Briefen an den Theosophen Wilhelm Hübbe-Schleiden:
- Lou von Andreas-Salomé, die mit Rilke, Freud und Nietzsche befreundete Schriftstellerin und Psychoanalytikerin (1886).
- Babaji =Babajee bzw. Gwala K. Deb, auch Darbhagiri Nath genannt, aus Madras (ab 1885).
- Friedrich Eckstein, der Polyhistor aus Wien und Inhaber einer Pergament Fabrik (ab 1886).
- August Ferschin, Rechnungsführer des Postsparkassenamtes von Wien.
- Hugo Höppener alias Fidus, Kunstmaler (ab 1890).
- Gerard Brown Finch, seit 1887 der erste Präsident der „Blavatsky Lodge“ von London, Rechtsprofessor an der Universität von Cambridge (ab 1886).
- Arthur Henry Paisley Gebhard-L’Estrange, Bankier in Boston (ab Sommer 1886).
- Mary Gebhard-L’Estrange, Freundin und Patronin von Eliphas Lévi, Madame Blavatsky und Alois Mailänder (ab Mai 1885).
- Hugo Göring, Reformpädagoge, kurzzeitig (1894) Präsident der Theosophischen Gesellschaft in Deutschland (bei Mailändervor dem Jahr 1889).
- Alice Gurschner geborene Pollack alias Paul Althof, österreichische Schriftstellerin (um 1898).
- Oskar Freiherr von Hoffmann aus Leipzig, Direktor der Milwaukee & Prairie du Chien Railway Company, Bankier, Übersetzer von theosophischer Literatur, sowie seine Frau Eveline (1886–1905).
- Stefanie Hohmann, Ehefrau des Arztes Georg Hohmann.
- Bernhard Hubo, Theosoph aus Hamburg (ab 1890).
- Carl Kellner, Chemiker, Erfinder, Industrieller, Erforscher des Yoga (ab 1890).
- Dr. Hans Kost, Arzt aus dem Allgäu.
- Franz Lambert, Maler und Verfasser von Aufsätzen über das alte Ägypten (ab 1890).
- Carl Polykarpus Wenzeslaus Johann Ludwig Maria Graf zu Leiningen-Billigheim, Botschafter des Landes Württemberg in Österreich (ab 1886).
- Eduard Miksch, Prokurist von Buchhandlungen in Prag und Wien (um 1890).
- Oskar Korschelt, „O.K.“, Chemiker aus Dresden, der vorübergehend in Japan lebte (1892),
- das Maler-Ehepaar Hilde und Richard Pollak-Karlin.
- Freiin Gabriele von Pott geborene zu Weichs an der Glon; Stiftsdame aus Linz, ab 1892 „Sekretärin“ von Alois Mailänder.
- Freiherrin Albertine du Prel, geb. Baur (1853–1915); Frau des Philosophen Carl du Prel.
- Wilhelmine (Mimi) von Reuß aus Russland mit ihrer Freundin Jenny,
- Arthur Rimay di Gidofalva, Kunsthändler aus Prag, Okkultist und Mystiker (um 1895).
- Blasius Edler von Schemua, Mitglied des österreichischen Generalstabs,
- Hermann Schmiechen, theosophischer Portrait Maler (1892).
- Fritz Schwartz, Leiter der Theosophischen Loge von Prag.
- Carl Adolph Franz Friedrich Wilhelm Sellin (ab 1885).
- Sophie Gräfin von Attems-Heiligenkreuz aus Brünn, geborene von Hartig, Schriftstellerin.
- Baronin Caroline von Spreti, Schwester von Franz Hartmann (ab 1885).
- Thornton, Mr.G.; Vizepräsident und Gründungsmitglied der „Blavatsky Lodge von London“ (ab 1895).
- Günther Wagner, Chemiker und Gründer der Pelikan Werke, Vetter von Hübbe-Schleiden (etwa ab 1897).

## Werke
- Alois Mailänder: 44 Briefe an Gustav Meyrink. Books on Demand, Norderstedt 2020, ISBN 978-3-7519-5388-7. Und
- Alois Mailänder: Seelenlehre. Formenlehre. Books on Demand, Norderstedt 2021, ISBN 978-3-7534-5758-1.